# Arnar Viðarsson
Arnar Viðarsson (* 15. März 1978 in Reykjavík) ist ein ehemaliger isländischer Fußballspieler und heutiger -trainer sowie Fußballfunktionär.
Den Großteil seiner Karriere als Aktiver verbrachte er in Belgien sowie in den Niederlanden, wo er für Sporting Lokeren, für den KRC Genk, für Twente Enschede, auf Leihbasis bei BV De Graafschap sowie bei Cercle Brügge verbrachte. Des Weiteren war Viðarsson Nationalspieler Islands, für die er 52 Länderspiele absolvierte und zwei Tore schoss. Bei Cercle Brügge beendete er seine aktive Karriere und begann bei diesem Verein auch seine Laufbahn als Trainer. Ab der Saison 2015/16 war Arnar Viðarsson Reservetrainer bei Sporting Lokeren, bevor er zum Co-Trainer der ersten Mannschaft aufstieg. Danach kam es zu einer Ernennung seitens des isländischen Fußballverbandes zum Cheftrainer der isländischen U21-Nationalmannschaft, die er bis 2020 betreute. Viðarsson trainierte von Dezember 2020 bis Ende März 2023 die isländische A-Nationalmannschaft, bevor er im Sommer 2023 Trainer der zweiten Mannschaft von KAA Gent wurde.

## Karriere als Spieler

### Verein
Arnar Viðarsson begann seine Karriere als Aktiver im Herrenbereich bei FH Hafnarfjörður. Über seine Zeit bei diesem Verein ist lediglich überliefert, dass er im Jahr 1995 neun Spiele in der Liga absolvierte und zudem im UEFA-Pokal zum Einsatz kam. Wie viele andere Isländer wechselte Viðarsson schließlich noch in jungen Jahren ins Ausland, als es ihn nach Belgien zu Sporting Lokeren zog. Im Mai 1998 kehrte er wieder nach Island zu seinem vorherigen Verein zurück, wobei es nicht klar ist, ob es ein fester Transfer oder lediglich eine Leihe war. Drei Monate später wechselte Arnar Viðarsson als Leihspieler zum norwegischen Erstligisten Lillestrøm SK und absolvierte sechs Spiele in der höchsten Spielklasse des skandinavischen Landes. Die Leihe war schnell beendet und laut der Transferhistorie auf transfermarkt.de war er wieder schnell wieder Spieler von FH Hafnarfjörður, die ihn aber genauso schnell wieder an Sporting Lokeren abgaben. Wieder in Belgien angekommen, etablierte sich Viðarsson schnell in der Stammelf und schoss am 20. März 1999 in der Partie des 27. Spieltages gegen SK Lommel den 2:1-Siegtreffer und somit sein erstes Pflichtspieltor für seine Farben. Mit Sporting Lokeren war er zu keiner Zeit in Abstiegsgefahr und belegte zum Saisonende den fünften Tabellenplatz. Zudem erreichte Arnar Viðarsson mit seinem Verein das Halbfinale im belgischen Pokal. Auch in den folgenden Jahren war er Stammspieler in Lokeren und hielt sich mit Sporting in der höchsten belgischen Spielklasse, in der sie 1998 aufgestiegen waren. Dabei spielte Viðarsson mit seinem Verein auch oft im UI-Cup oder im UEFA-Pokal. In zweiterem starteten sie in der Saison 2003/04 und schieden dabei in der ersten Runde gegen Manchester City aus. Die Hinrunde in der Spielzeit 2005/06 war gleichbedeutend mit seiner Abschiedstournee, denn Arnar Viðarsson entschloss sich im Januar 2006 zu einem Vereinswechsel.
Er ging schließlich in die Niederlande zum FC Twente Enschede. Viðarsson kam bis zum Ende der Saison 2005/06 zu lediglich neun Spielen, immerhin war er in davon sechs Partien Teil der Anfangself. Der Isländer konnte sich in Enschede, einer Stadt unweit der deutschen Grenze, nie durchsetzen und kam in seinem ersten vollen Jahr zu lediglich zwei Partien. Daher ließ sich Arnar Viðarsson im Sommer 2007 an BV De Graafschap verleihen, wo er sich schnell in die Stammelf spielen konnte. Nachdem BV De Graafschap zwischenzeitlich auf einem Europapokalplatz stand, beendeten sie das Jahr 2007 auf dem elften Platz, belegten allerdings nach 34 Spieltagen Platz 16 und mussten somit in die Auf-und-Abstiegs-Play-offs, wo letztlich der Klassenerhalt sichergestellt werden konnte. Der Leihvertrag war in der Folge beendet, doch Viðarsson kehrte nicht mehr zum FC Twente Enschede zurück, sondern schloss das Kapitel Niederlande.
Er kehrte daraufhin nach Belgien zurück und schloss sich Cercle Brügge an. Zwischenzeitlich im Tabellenmittelfeld, beendete der Verein, der im Schatten des erfolgreicheren Stadtrivalen Club Brügge steht, das Jahr auf dem sechsten Platz, Zudem erreichte Cercle Brügge das Halbfinale im belgischen Pokal und schied dort gegen KV Mechelen aus. Viðarsson war in dieser Saison nicht ganz Teil der Stammelf, allerdings stand er in seinem zweiten Jahr in Brügge, sofern er spielte, in jedem Spiel in der Anfangself. Die darauffolgenden Play-off-Spiele um den Klassenerhalt, welche im Ligaformat ausgetragen wurden, bestritt Cercle erfolgreich. Zudem erreichten der Verein und Arnar Viðarsson im Pokal das Endspiel, wo sie gegen KAA Gent verloren.
Endgültig in der Stammelf etabliert hatte er sich in der Saison 2010/11, als er in der regulären Saison nur zwei Spiele verpasste und ansonsten immer von Anfang an spielte. Der Isländer startete in dieser Kampagne mit seinem Verein zudem in der Euroleague und schied in der dritten Qualifikationsrunde gegen Anorthosis Famagusta aus. In den Play-offs im Kampf um den Klassenerhalt konnte sich Cercle Brügge für das Entscheidungsspiel für die Teilnahme am internationalen Geschäft qualifizieren, scheiterte allerdings dort an KVC Westerlo. Viðarsson war auch in den folgenden beiden Jahren Stammspieler und spielte auch in der Saison 2011/12 in den Play-offs gegen den Abstieg, doch auch dieses Mal qualifizierten sie sich für di Entscheidungsspiele für das internationale Geschäft. Dieses wurde anders als im vergangenen Jahr in einem Finalturnier ausgetragen und Cercle Brügge erreichte das Finale, wo KAA Gent sich als zu stark erwieß. In der Saison 2012/13 erreichte Viðarsson mit seinem Verein nicht nur den Ligaerhalt, sondern zog abermals mit seinem Verein ins belgische Pokalfinale ein, jedoch verlor man gegen KRC Genk. Im Sommer 2013 wurde er Teil des Trainerstabs im Verein, blieb aber auch weiterhin Spieler. Allerdings kam Arnar Viðarsson während der Saison 2013/14 nicht mehr zum Einsatz und beendete in der Folge seine aktive Karriere.

### Nationalmannschaft
Während seiner Spielerkarriere kam Arnar Viðarsson auf 52 Länderspiele für die isländische Nationalmannschaft und schoss dabei zwei Tore. Auch beim 0:0-Unentschieden im EM-Qualifikationsspiel am 6. September 2003 daheim gegen Deutschland kam er zum Einsatz. Dieses Spiel blieb in der Bundesrepublik durch die Verbalattacke des damaligen DFB-Teamchefs Rudi Völler in der ARD gegen Moderator Gerhard Delling sowie dem damaligen ARD-Experten Günter Netzer in Erinnerung.

## Karriere als Trainer und Funktionär

### Co- und Cheftrainer in Brügge
Arnar Viðarsson blieb nach dem Ende seiner Spielerkarriere Cercle Brügge erhalten und war weiterhin Teil des Trainerstabs. Nachdem Cercle Brügge in der Saison 2014/15 im Oktober 2014 nach einer Niederlage gegen Waasland-Beveren auf den vorletzten Platz abrutschte, wurde Cheftrainer Lorenzo Staelens entlassen und durch Viðarsson ersetzt. Diesen Posten hatte der Isländer bis zum 18. März 2015 inne, dann musste er seinen Posten an Dennis Van Wijk abgeben.

### Reservecoach und Co-Trainer bei Sporting Lokeren
Am 1. Juli 2015 wurde Arnar Viðarsson neuer Trainer der Reservemannschaft seines ehemaligen Vereins Sporting Lokeren. Am 28. Oktober 2016 wurde er Interimstrainer der ersten Mannschaft, nachdem Georges Leekens entlassen wurde und nur zwei Tage später wurde er Co-Trainer unter seinem Landsmann Runar Kristinsson. Auch nach dem Trainerwechsel von Kristinsson auf Peter Maes behielt er diesen Posten, ehe letzterer im Oktober 2018 entlassen wurde und Viðarsson interimsmäßig Cheftrainer wurde. Sporting Lokeren betreute er als Interimstrainer am 1. November 2018 beim 1:1-Unentschieden im Punktspiel beim RSC Anderlecht.

### U21- und A-Nationaltrainer in Island
Im Januar 2019 wurde Arnar Viðarsson neuer Trainer der isländischen U21-Nationalmannschaft, allerdings war er noch einige Tage gleichzeitig Co-Trainer von Sporting Lokeren, ehe er diesen Posten aufgab. Am 14. Oktober 2020 saß er als Interimstrainer für eine Partie auf der Bank der A-Nationalmannschaft der Isländer, als er diese bei einer 1:2-Niederlage in der UEFA Nations League gegen Belgien betreute. Im Dezember 2020 wurde Viðarsson als Nachfolger von Erik Hamrén vom isländischen Fußballverband als neuer Cheftrainer der isländischen A-Nationalmannschaft vorgestellt. Sein erstes Spiel als offizieller Nationaltrainer der Isländer war die 0:3-Niederlage im WM-Qualifikationsspiel an der Duisburger Wedau gegen Deutschland. Island verpasste die Qualifikation für die WM in Katar. In die Qualifikation für die Fußball-Europameisterschaft 2024 in Deutschland startete Island mit einer 0:3-Niederlage gegen Bosnien-Herzegowina, im darauffolgenden Spiel wurde Liechtenstein mit 7:0 geschlagen. Trotzdem wurde Arnar Viðarsson entlassen. Im Oktober 2023 gab er gegenüber der belgischen Tageszeitung „Het Laatste Nieuws“ zu Protokoll, dass seine Entlassung „eine politsche Abrechnung innerhalb des Fußballverbandes“ gewesen war. Hintergrund: Im Vorfeld der WM-Qualifikationsspiele im September 2021 gab es einen Skandal um die isländische Nationalmannschaft, bei der einige isländische Nationalspieler in der Vergangenheit Sexualstraftaten begangen hatten und der isländische Fußballverband dies vertuschen wollte. Viðarsson, der die Mannschaft zusammenhalten wollte, sagte gegenüber „Het Nieuwsblad“ folgende Worte: „Der Protest war immens: Transparente rund um das Stadion, Polizei vor Ort. Denn ich hatte mich nicht oft genug gegen Gewalt ausgesprochen. Einmal hatte ich gesagt: Darüber rede ich nicht, ich bin Fußballtrainer, ich bin hier, um eine Mannschaft zu führen.“ Und er fügte hinzu: „Natürlich bin ich gegen Gewalt, aber ich habe selbst nichts damit zu tun. Dass ich mich nicht explizit auf die Seite der Opfer gestellt habe, hat mir nicht gereicht. Der Druck wurde enorm. Auf der Straße wurde uns einmal beim Spazierengehen nachgerufen. 'Vergewaltiger! Vergewaltiger!“ Er wurde somit also zum „Gesicht der Krise“, denn als es um den Kapitän der isländischen Nationalmannschaft ging, durfte aus datenschutzrechtlichen Gründen dessen Name nicht genannt werden, weshalb dort Arnar Viðarsson abgebildet wurde.

### Trainer und Funktionär in Gent
Im Sommer 2023 wurde Arnar Viðarsson neuer Trainer der zweiten Mannschaft von KAA Gent. Dieses Amt bekleidete er nur ein Jahr, denn im Mai 2024 wurde er als neuer „Manager Sports“ des Vereins vorgestellt.

## Sonstiges
Arnar Viðarsson wohnt in Belgien und ist mit einer belgischen Frau aus dem ostflämischen Lokeren verheiratet. Sein Sohn Viktor Noi Vidarsson (* 2007) spielt ebenfalls Fußball und ist ehemaliger belgischer sowie aktueller isländischer Nachwuchsnationalspieler. Derzeit spielt dieser für die zweite Mannschaft von KAA Gent.